# St. Medardus (Esch)

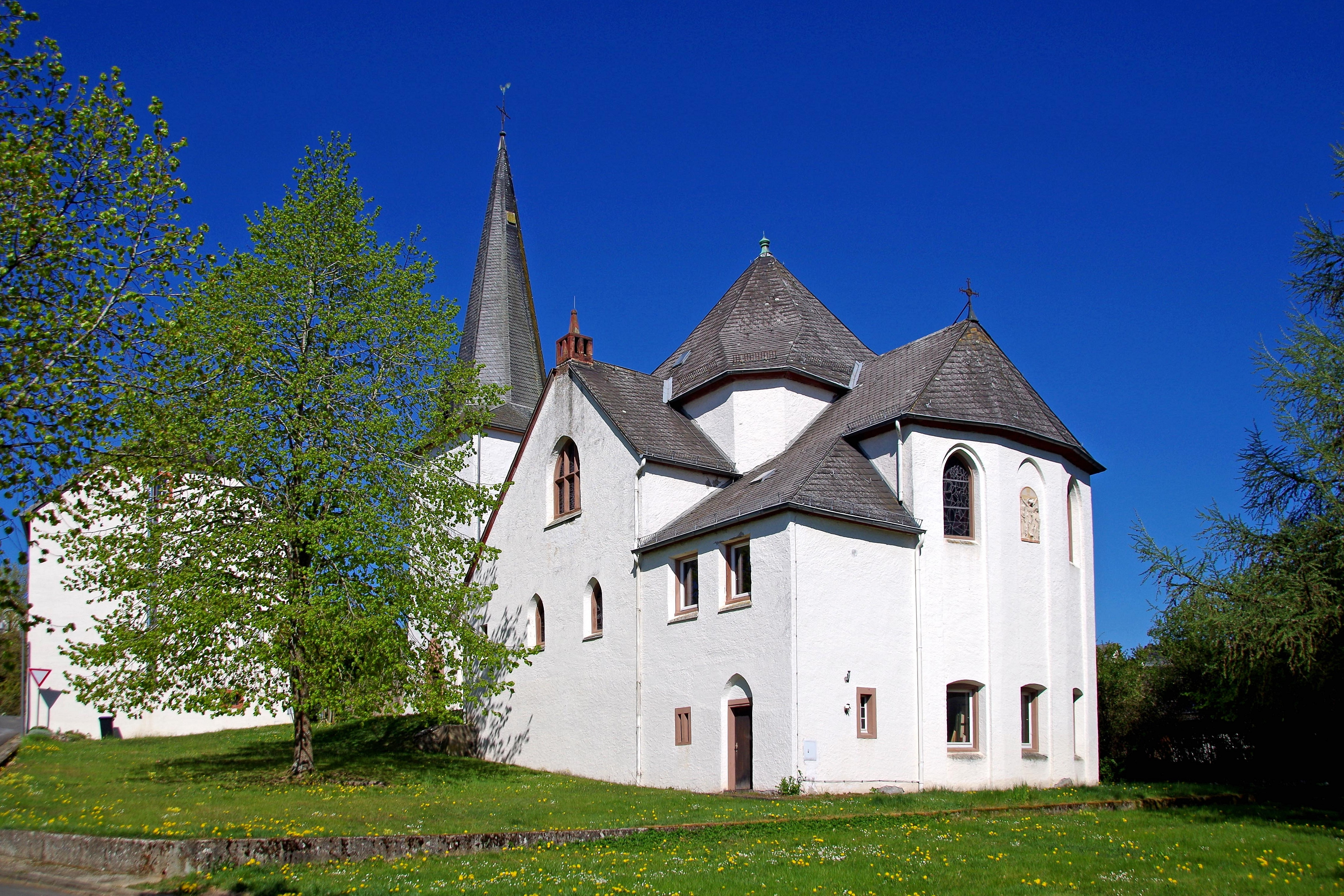
St. Medardus (Esch)

Die Kirche St. Medardus ist eine römisch-katholische Pfarrkirche in Esch im Landkreis Vulkaneifel in Rheinland-Pfalz. Die Kirche gehört zur  Pfarreiengemeinschaft Obere Kyll im Bistum Trier.

## Geschichte
Die Kirche war ursprünglich gewestet (mit Turm aus dem 12. oder 13. Jahrhundert und spätgotisch gewölbtem Schiff späteren Datums). Von 1716 bis 1911 war der Chor durch einen Anbau ersetzt. 1911 wurde die Kirche durch den Architekten Peter Marx mit neuem Chor und Querhaus erweitert. Sie wurde in letzter Zeit renoviert. Kirchenpatron ist Medardus von Noyon.

## Ausstattung
Hochaltar (Säulenaltar von 1630) und Seitenaltar (Marienaltar) stammen aus dem 17. Jahrhundert. Die Kirche verfügt über eine Figur des heiligen Rochus von Montpellier, ebenfalls aus dem 17. Jahrhundert.

St. Medardus
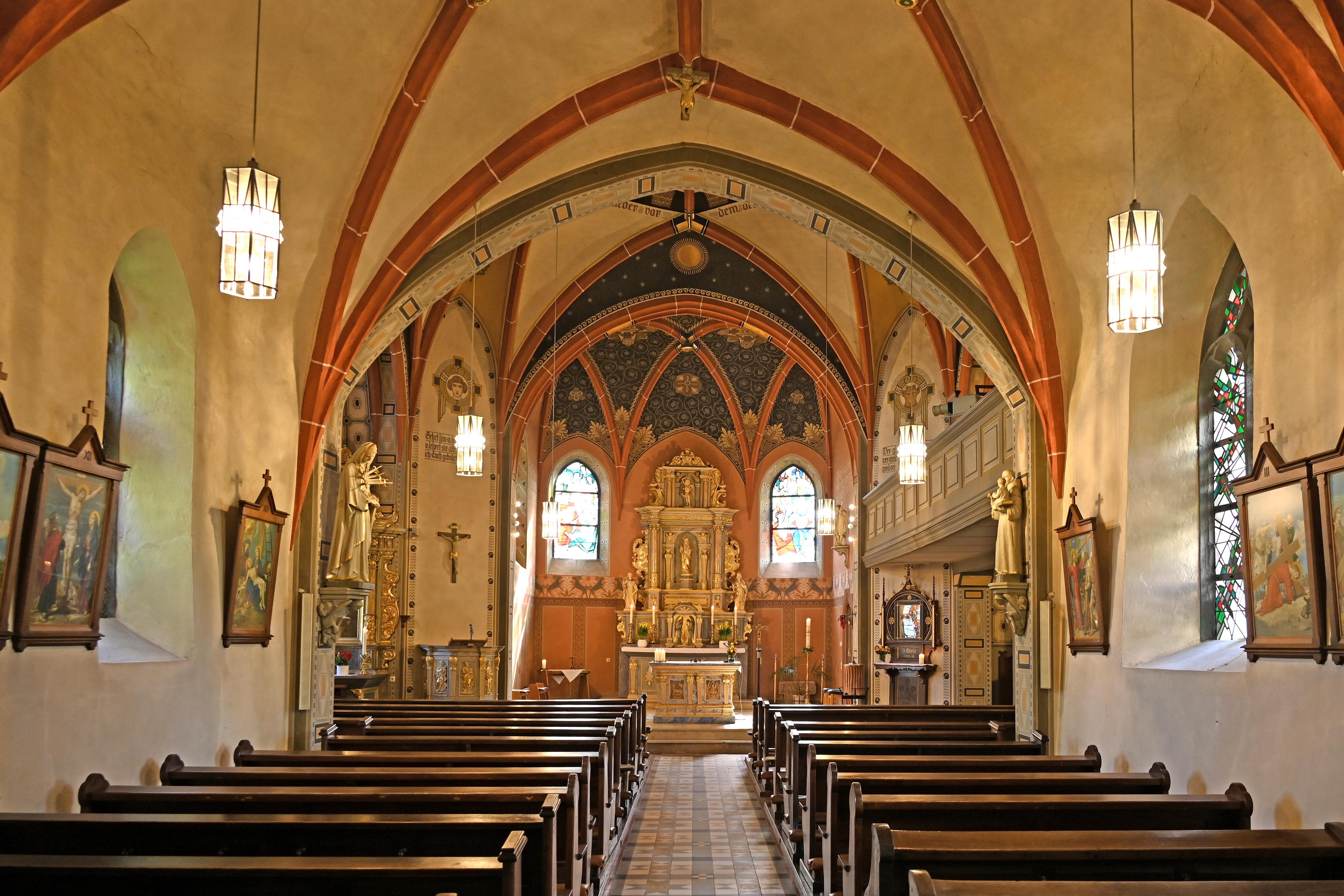
Innenraum
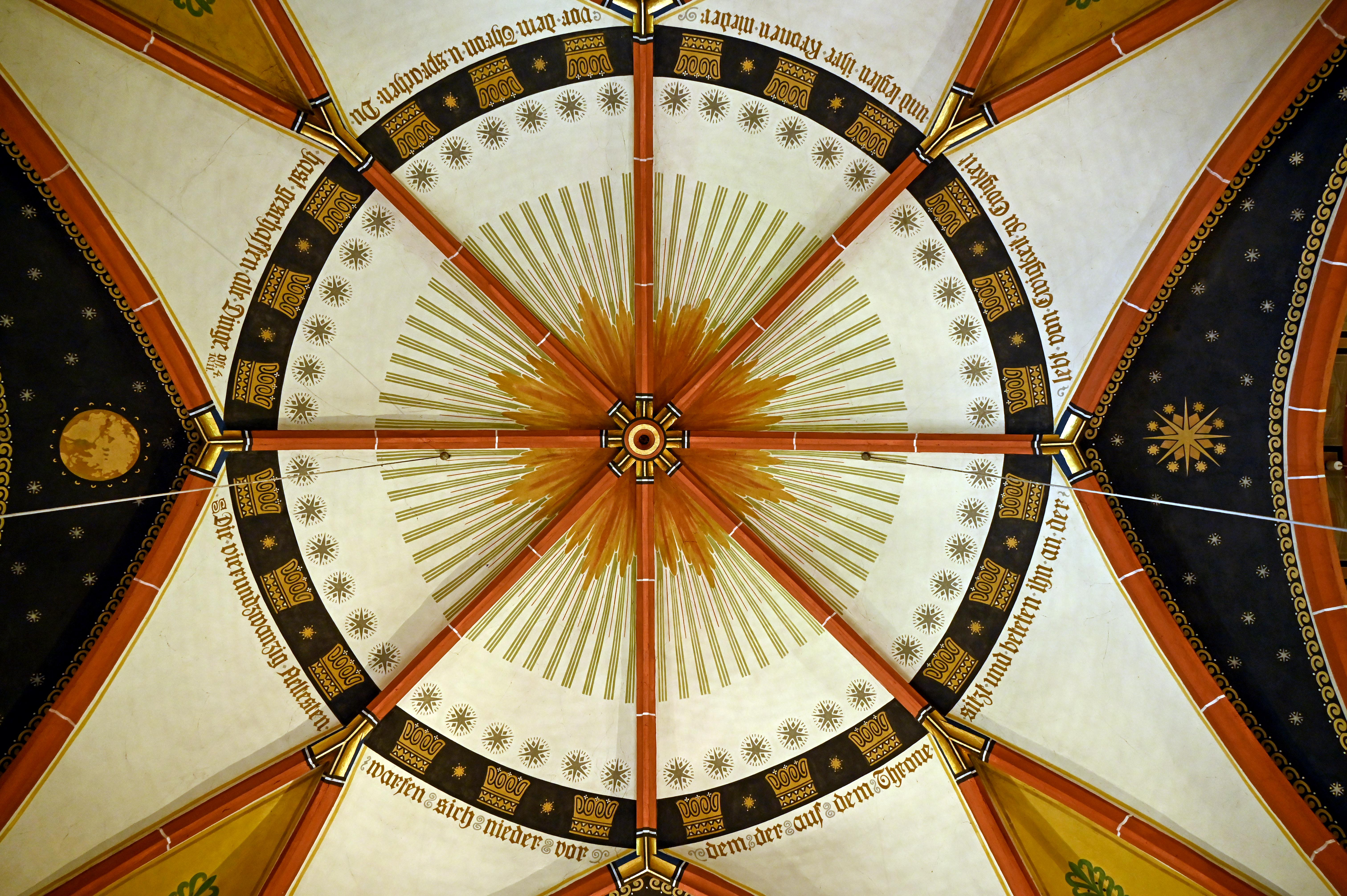
Vierung
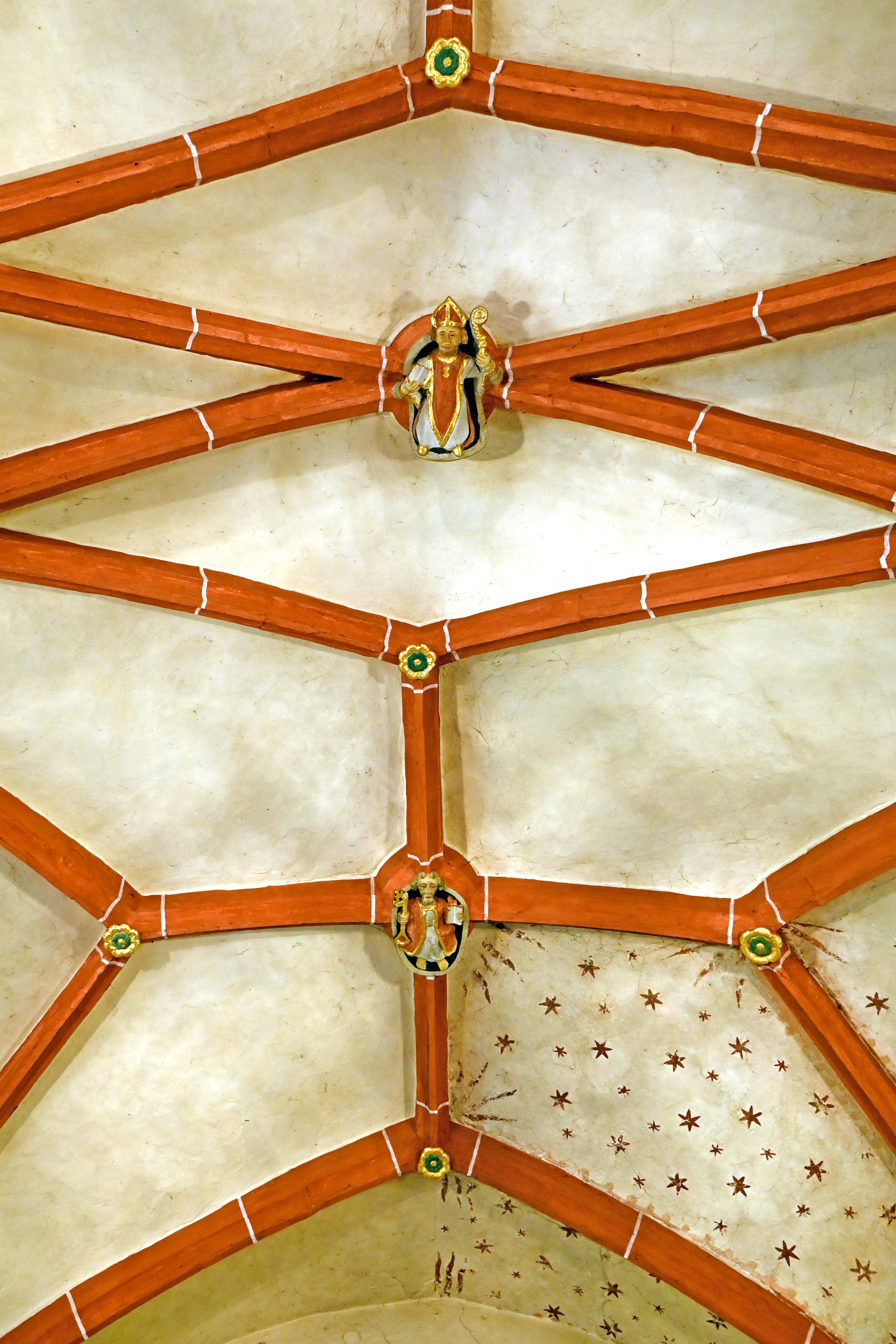
Sterngewölbe
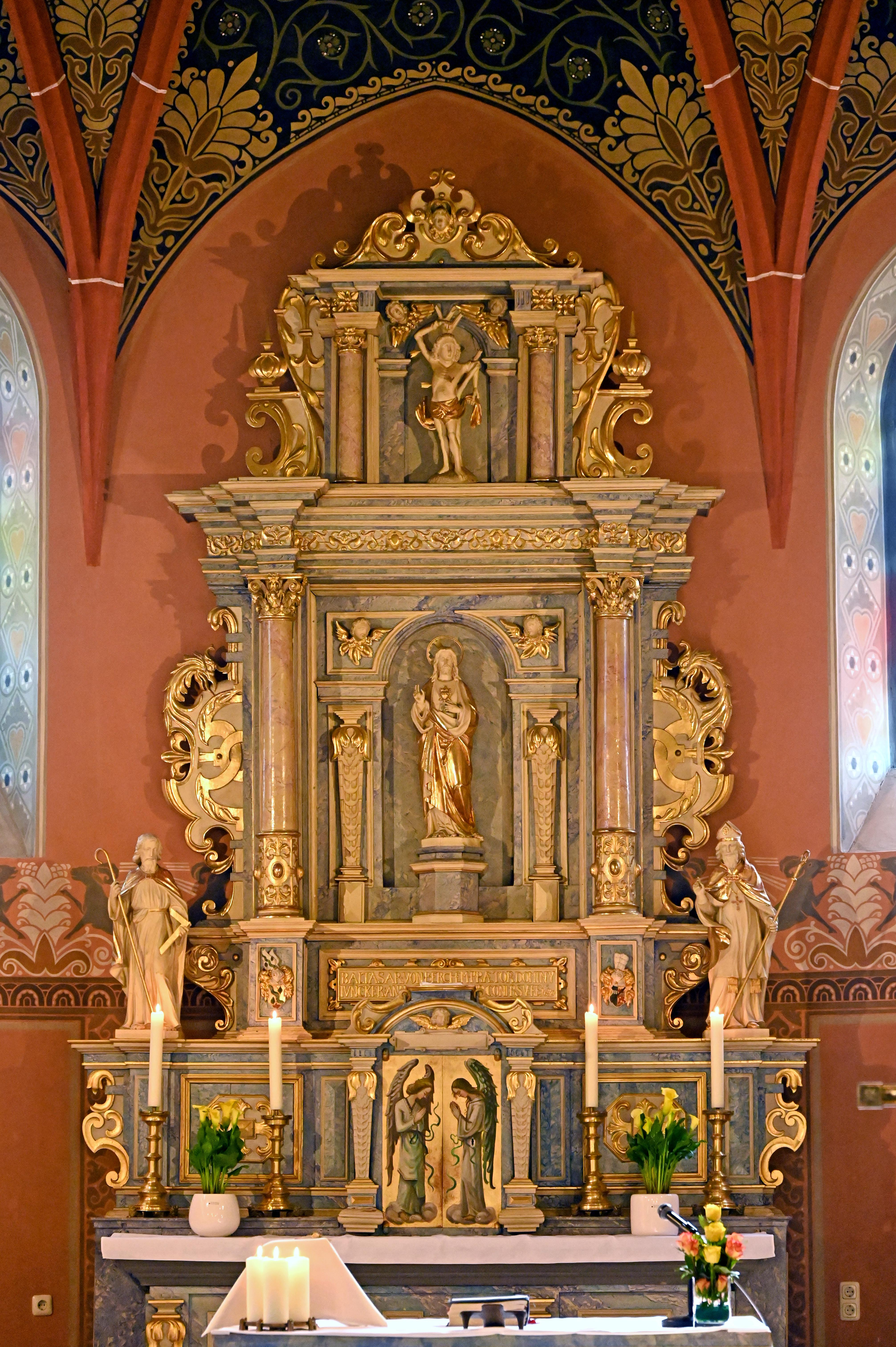
Hochaltar
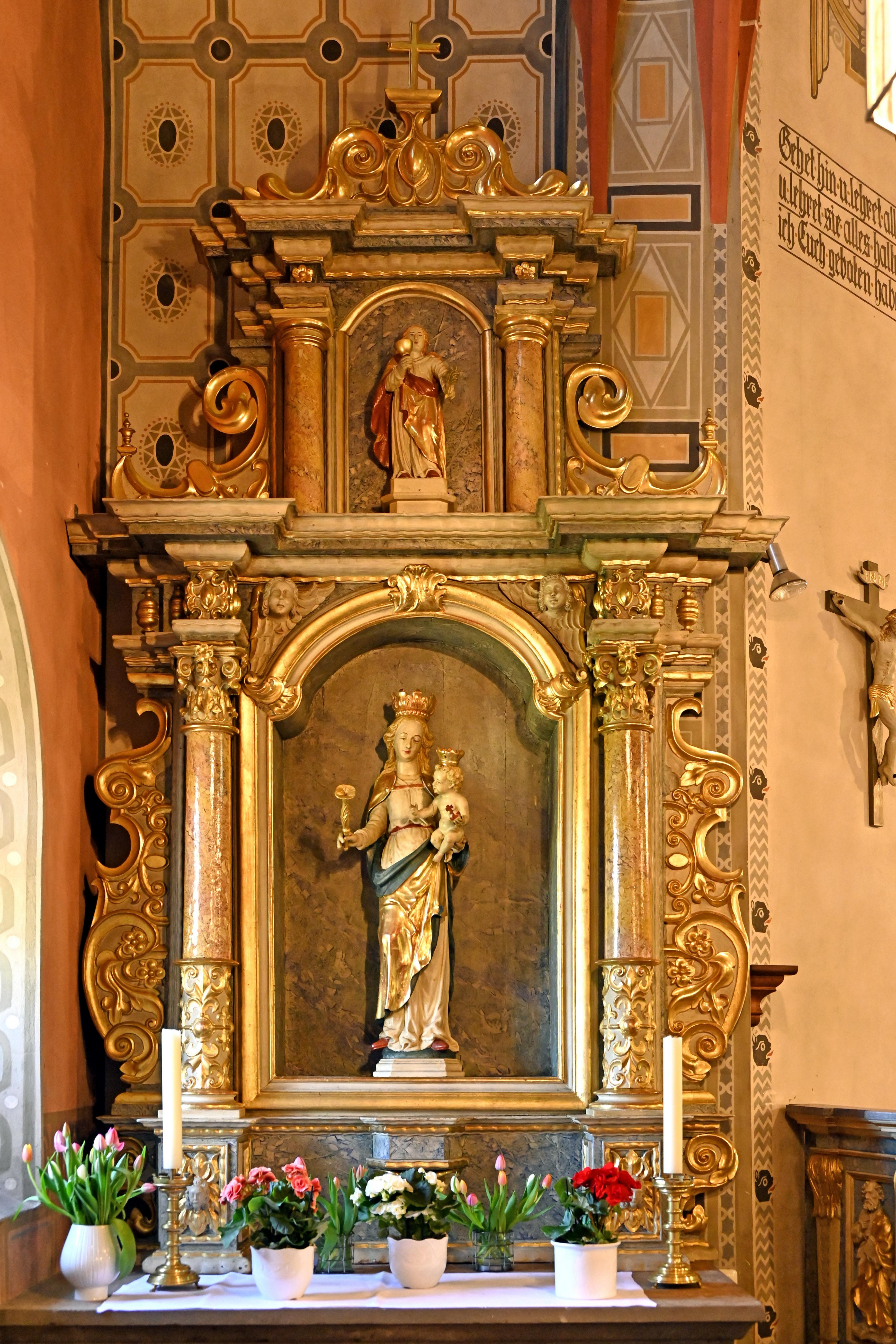
Marienaltar
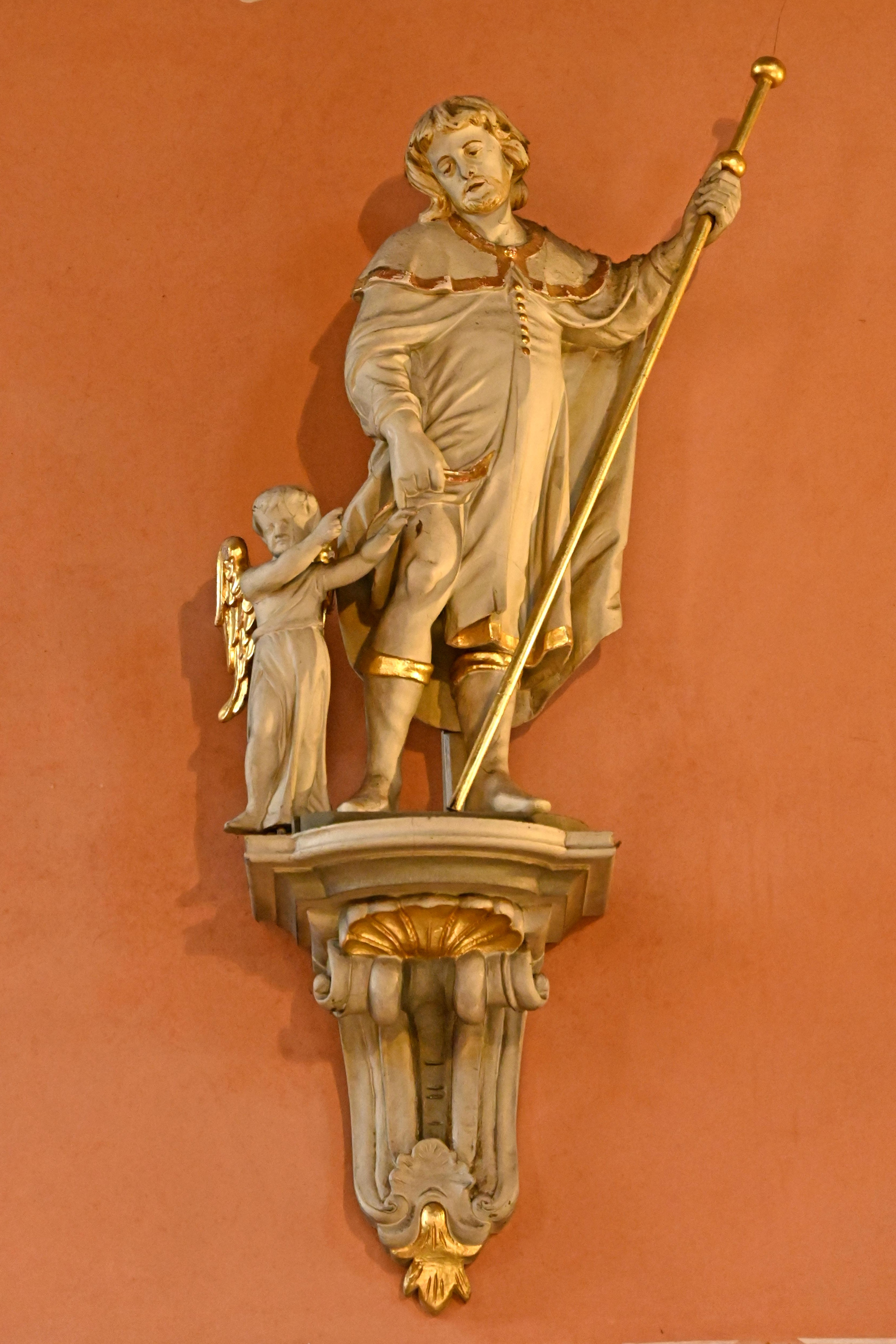
St. Rochus
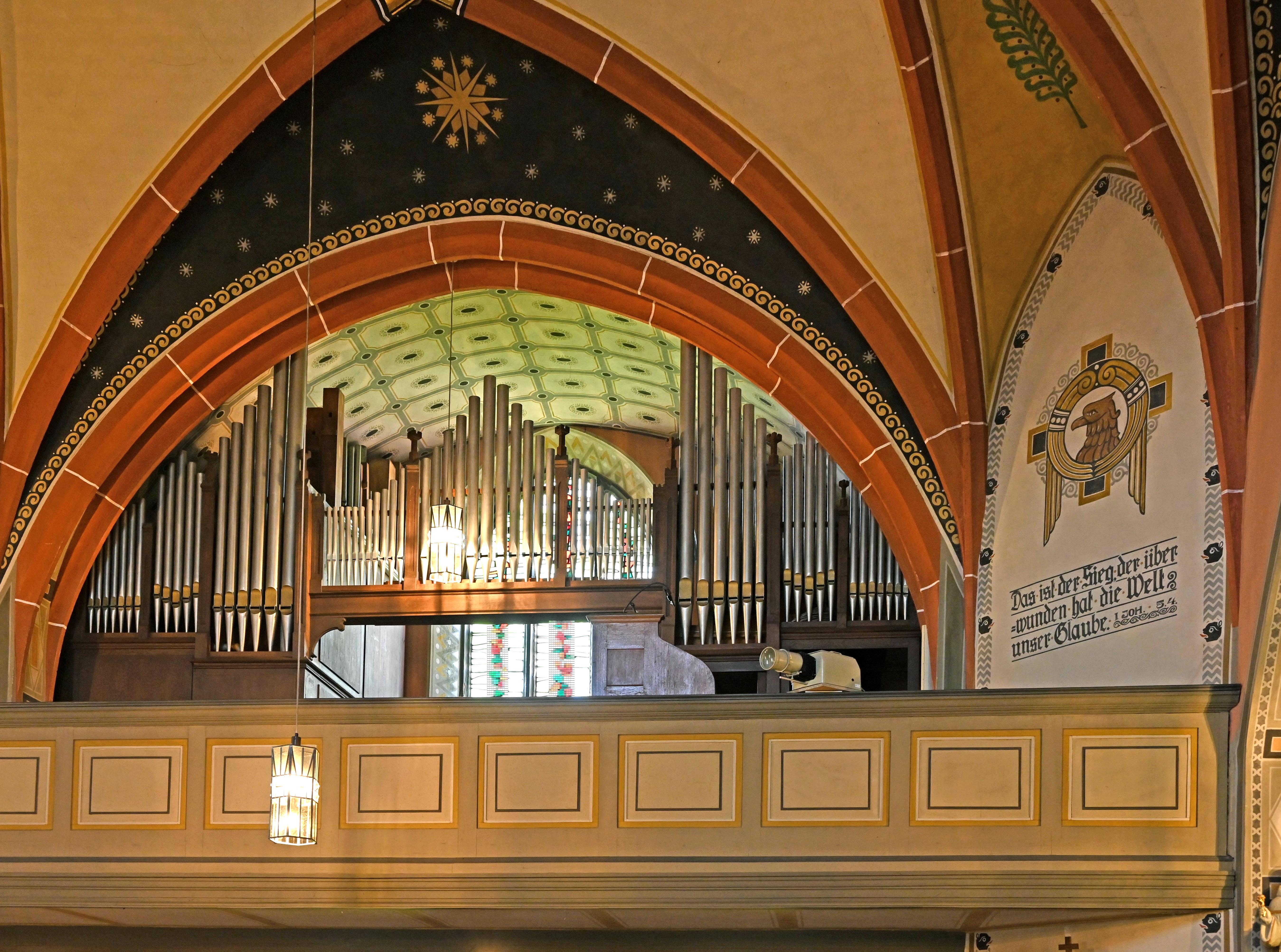
Orgelempore